# Cyklistika na Letních olympijských hrách 1928
Cyklistické soutěže na Letních olympijských hrách v Amsterdamu.

## Silniční cyklistika

### Muži
| Kategorie                      | Zlato                                                      | Stříbro                                                                    | Bronz                                                          |
| ------------------------------ | ---------------------------------------------------------- | -------------------------------------------------------------------------- | -------------------------------------------------------------- |
| Muži závod s hromadným startem | Henry Hansen · Dánsko (DEN)                                | Frank Southall · Velká Británie (GBR)                                      | Gösta Carlsson · Švédsko (SWE)                                 |
| Muži družstvo - hromadný start | Dánsko (DEN) · Henry Hansen · Orla Jørgensen · Leo Nielsen | Velká Británie (GBR) · Jack Lauterwasser · John Middleton · Frank Southall | Švédsko (SWE) · Gösta Carlsson · Erik Jansson · Georg Johnsson |

## Dráhová cyklistika

### Muži
| Kategorie                | Zlato                                                                            | Stříbro                                                                                     | Bronz                                                                           |
| ------------------------ | -------------------------------------------------------------------------------- | ------------------------------------------------------------------------------------------- | ------------------------------------------------------------------------------- |
| 1000 m s pevným startem  | Willy Hansen · Dánsko (DEN)                                                      | Gerard Bosch van Drakestein · Nizozemsko (NED)                                              | Dunc Gray · Austrálie (AUS)                                                     |
| sprint (jednotlivci)     | Roger Beaufrand · Francie (FRA)                                                  | Antoine Mazairac · Nizozemsko (NED)                                                         | Willy Hansen · Dánsko (DEN)                                                     |
| stíhací závod (družstva) | Itálie (ITA) · Cesare Facciani · Giacomo Gaioni · Mario Lusiani · Luigi Tasselli | Nizozemsko (NED) · Johannes Maas · Piet van der Horst · Janus Braspennincx · Jan Pijnenburg | Velká Británie (GBR) · George Southall · Harry Wyld · Leonard Wyld · Percy Wyld |
| tandem                   | Nizozemsko (NED) · Bernhard Leene · Daan van Dijk                                | Velká Británie (GBR) · Ernest Chambers · John Sibbit                                        | Německo (GER) · Hans Bernhardt · Karl Köther                                    |

## Přehled medailí
| Pořadí | Země                 | Zlato | Stříbro | Bronz | Celkově |
| ------ | -------------------- | ----- | ------- | ----- | ------- |
| 1.     | Itálie (ITA)         | 3     | 1       | 1     | 5       |
| 2.     | Francie (FRA)        | 1     | 2       | 1     | 4       |
| 3.     | Nizozemsko (NED)     | 1     | 1       | 0     | 2       |
| 4.     | Austrálie (AUS)      | 1     | 0       | 0     | 1       |
| 5.     | Dánsko (DEN)         | 0     | 1       | 1     | 2       |
| 5.     | Velká Británie (GBR) | 0     | 1       | 1     | 2       |
| 7.     | Švédsko (SWE)        | 0     | 0       | 2     | 2       |